# Stetind i dimma

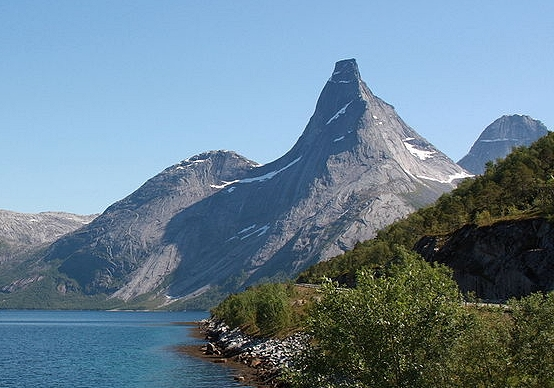
Stetind

Stetind i dimma är en oljemålning av Peder Balke från 1864.
Peder Balke fick inspiration till Stetind i dimma under den första längre resa, som Peder Balke gjorde 1832 för att uppsöka nordnorsk natur. Det dramatiska landskapet utmed den nordnorska kusten imponerade på Balke. Han kom tillbaka till Stetind som motiv vid flera tillfällen senare i livet. Liknande motiv finns också i 26 skisser som Peder Balke sålde till kung Ludvig Filip av Frankrike och vilka nu finns i Louvren i Paris.
Stetind ligger innerst i den trånga Stefjorden, en sidofjord till Tysfjorden. Bergstoppen blev i en av Norsk Rikskringkasting anordnad radioomröstning 2002 korad till Norges nationalfjäll.

## Målningen
Målningen är en dramatisk komposition i en romantisk tradition och beskriver människans förhållande till naturens krafter. 
Fjället Stetind är placerat mitt i målningen, som har en ganska låg horisontlinje. Ett grått dimbälte dominerar målningen. Ute i blåsten finns två båtar och en liten grupp människor står på en stenknalle och blickar ut över havet. 
| ”                                          | I disse nordlige egne er det naturskjønnheten som spiller hovedrollen, mens naturens levende barn, menneskene, blott inntar en underordnet stilling. | „ |
| – Peder Balke, i anslutning till målningen | |   |

## Proveniens
Målningen köptes av Nasjonalgalleriet i Oslo 1980. Nasjonalgalleriet har också två mindre varianter av samma motiv.